# Luhe (Shanwei)

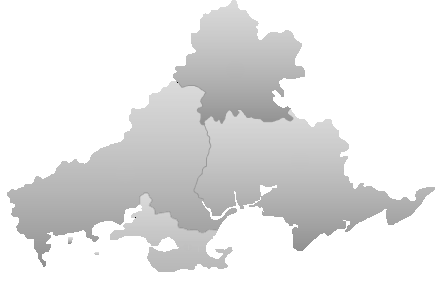
Lage des Kreises Luhe im Gebiet der bezirksfreien Stadt Shanwei

Der Kreis Luhe (chinesisch 陆河县, Pinyin Lùhé xiàn) ist ein Kreis in der chinesischen Provinz Guangdong. Er gehört zum Verwaltungsgebiet der bezirksfreien Stadt Shanwei (汕尾市). Luhe hat eine Fläche von 986 km² und zählt 249.242 Einwohner (Stand: Zensus 2020). Sein Hauptort ist die Großgemeinde Hetian (河田镇).

## Administrative Gliederung
Auf Gemeindeebene setzt sich der Kreis aus acht Großgemeinden zusammen. Diese sind:
- Großgemeinde Hetian (河田镇), Hauptort, Sitz der Kreisregierung
- Großgemeinde Shuichun (水唇镇)
- Großgemeinde Hekou (河口镇)
- Großgemeinde Xintian (新田镇)
- Großgemeinde Shanghu (上护镇)
- Großgemeinde Luoxi (螺溪镇)
- Großgemeinde Dongkeng (东坑镇)
- Großgemeinde Nanmo (南万镇)